# Le Repas chez Simon (Jouvenet)
Le Repas chez Simon est un tableau de Jean Jouvenet réalisé en 1706. Cette huile sur toile est conservée au musée des Beaux-Arts de Lyon.

## Thème
Le tableau dépeint un épisode couramment connu comme le repas chez Simon, dans la version qui en est donné dans l'Évangile selon saint Luc 7, 36-50. Au cours d'un festin chez Simon le Pharisien auquel le Christ est invité, une femme entre et déverse le contenu d'un flacon d'albâtre sur les pieds de ce dernier, pleure sur ceux-ci et les essuie avec ses cheveux. Simon désapprouve dans son for intérieur la présence de cette pécheresse notoire, estimant que le Christ ne peut pas être un prophète puisqu'il ne trouve rien à redire au geste de cette femme ; après avoir fait raisonner son hôte en l'impliquant, le Christ déclare qu'il pardonne les péchés de la femme et l'encourage à ne plus en commettre d'autres, au grand étonnement des convives. 

## Description
Jouvenet donne à cette scène biblique un caractère épique, étant donné l'agitation ambiante qui se dégage de l'œuvre, laquelle est renforcée par la dimension monumentale du tableau. Beaucoup de personnages en mouvement remplissent l'espace : on peut voir notamment un serviteur torse nu portant un panier sur la tête au premier plan à droite, un chien à ses pieds ; Simon vêtu de jaune exprime sa surprise devant la scène, les bras écartés, à l'extrémité droite de la table ; un personnage du haut de la tribune à droite qui surplombe la scène et qui constitue un autoportrait, tend le bras en direction de la signature de l'artiste, laquelle apparaît sur la gauche.

## Histoire
L'œuvre a été déposée dans l'église du prieuré Saint-Martin-des-Champs à Paris et plu tant à Louis XIV qu'il demanda à ce qu'elle soit également réalisée sous forme de tapisserie. Le tableau est la propriété du musée depuis 1811.
Jouvenet avait réalisé d'autres peintures dépeignant la même scène ; l'une d'elles, datée de 1699, est déposée dans l'église paroissiale Notre-Dame de Vervins. Une réplique du tableau de Lyon, datée de 1711 et au même format, est actuellement conservée dans la salle jaune des Mays du musée des Beaux-Arts d'Arras.